# Простите, вас ожидает смерть
«Простите, вас ожидает смерть» (груз. ბოდიში, თქვენ გელით სიკვდილი) — советский чёрно-белый художественный комедийный фильм 1965 года, снятый на киностудии «Грузия-фильм» режиссёром Караманом Мгеладзе по сценарию Арли Такайшвили и Зураба Джапаридзе.
Премьера фильма состоялась в июне 1965 года в Тбилиси, в Москве — 27 июня 1966 года. Фильм посмотрели 11,5 млн зрителей.

## Сюжет
Молодая девушка Нани случайно находит блокнот с записью об убийстве трёх человек. Не доверяя милиции, Нани решает предупредить потенциальных жертв. Некоторые люди не принимают угрозу всерьёз, пока другие начинают бояться за свою жизнь. Все четверо получают заслуженное наказание за свои прегрешения. В конце концов, справедливость торжествует.

## В ролях
- Эроси Манджгаладзе — Датико
- Сесиль Такаишвили — Сашико
- Дали Ратиани — Нани
- Серго Орджоникидзе — Дато
- Мавр Пясецкий — Канделаки
- Ипполит Хвичия — Караман
- Нодар Пиранишвили — Гурам
- Елена Кипшидзе — Элеонора
- Гиви Тохадзе — лейтенант
- Арчил Гомиашвили — Давид Хуцишвили, укротитель львов
- Давид Абашидзе — Апрасион
- Реваз Хобуа — тамада
- Дали Церетели — Цира

Роли дублировали:
- В. Валентинова
- Артём Карапетян
- Евгений Весник
- Михаил Глузский
- Роза Макагонова
- Константин Худяков
- Нина Зорская
- Юрий Белов

## Съёмочная группа
- Режиссёр: Караман Мгеладзе
- Сценаристы: Арли Такайшвили, Зураб Джапаридзе
- Оператор: Гиви Рачвелишвили
- Композитор: Ираклий Геджадзе
- Художник: Гиви Гигаури

Фильм дублирован Центральной студией киноактёра «Мосфильм»
- Режиссёр дубляжа: Николай Юдкин
- Звукооператор: Николай Прилуцкий